# Русско-казанская война (1535—1552)
Русско-казанская война 1535—1552 годах началась после гибели в 1535 году московского ставленника на казанском троне Джан-Али, погибшего в результате заговора, и продолжалась вплоть до завоевания Иваном Грозным Казани в 1552 году. 

## УбийствоДжан-Алии вторичное воцарение Сафа-Гирея
В сентябре 1535 года казанский хан Джан-Али (1532—1535), ставленник  князя московского Василия III Ивановича, был отстранен от власти и убит казанскими мурзами. Заговорщики пригласили на казанский трон Сафа Герая, уже правившего в Казани в 1524—1531 годах. Сафа-Гирей прибыл из Крыма и вторично занял казанский ханский престол.
Казанский хан Сафа-Гирей (1535—1546) возобновил военные действия против Русского государства. Московское правительство организовало военный поход на Казань. В декабре «послал князь великий и его мать казанские места воевать воевод своих князя Семёна Гундорова да Василия Замытского».
Однако поход был сорван активными действиями Сафа-Гирея. Московские воеводы «пришли к Суре и нашли на сокму татар казанских, а татары идут на нижегородские места. И князь Семён, и Василий Замытский на татар не поворотили, на казанские улусы не пошли воевать, а великому князю вскоре с вестью не послали, но возвратились в Мещеру». Это позволило казанцам совершить набег на Нижний Новгород. «Татары, придя безвестно на нижегородские места, ночью на сонных людей, декабря в 24 день повоевали и прочь пошли».
Нижегородские воеводы бросились в погоню за татарами, надеясь на помощь из Мещеры, однако воеводы Семён Гундоров и Василий Замыцкий не двинулись с места. Казанцам удалось увести весь захваченный «полон». Правительство приказало арестовать и посадить в тюрьму мещерских воевод. По сообщению летописца, «воевали казанские татары около Нижнего Новгорода, Березополье, и Гороховец, и много христиан иссекли и попленили».
С этого времени начались регулярные набеги казанских татар на русские пограничные владения. Московское правительство, вынужденное держать большие силы против крымских татар на южной границе, оказалось не в состоянии защитить свою «казанскую украину».
Весь 1536 год был отмечен нападениями казанских татар на московские земли. Первый раз 6 января «приходили казанские татары многие люди на Балахну, безвестно придя, дворы зажгли, а чёрные люди балахонцы, собравшись, на них вышли, не зная воинского дела, и татары множество христиан побили». Из Нижнего Новгорода на помощь Балахне двинулись воеводы, но «татары, слышав великого князя воевод, часа того прочь пошли с полоном с многим». Во время этого набега казанские татары «посад пожгли» на Балахне и «беглых людей на Волге многих посекли».
Второй раз «того же месяца января» «приходили казанские же татары многие люди на Нижегородские места, и воеводам великого князя муромским и новгородским вести пришли, и воевода Фёдор Михайлович Мстиславский и нижегородские воеводы против татар вышли и загонщиков татарских, пятьдесят человек, убили, а татар догнали на становищах вечером под Лысковым. И того ради с татарами дала не делали боевого, что ночь пришла. И ночью той казанские люди побежали». Воеводы вернулись в Нижний Новгород и Муром.
Третий раз «того же месяца приходили татары казанские, многие люди, и черемисы в Коряково. И великого князя воеводы Семён Дмитриевич Сабуров да Иван Семёнов сын Карпова с детьми боярскими татар и черемисов многих побили, а иных живых поймал, и князь великий велел тех татар в Москве казнить».
В январе того же 1536 года ещё одно казанское войско зашло далеко на север, до вологодских «мест», подвергнув их опустошению. Австор «Казанской истории» ещё более расширил географию казанских набегов: они ходили «войною на русские пределы, на Галич и на Вологду, на Чухлому и на Кострому».
В марте 1536 года казанские татары «воевали» в окрестностях Нижнего Новгорода. Летом снова «приходили казанские люди многие на костромские места и на галицкие, и князь великий послал воевод своих Михаила Сабурова да князя Петра Пёстрого-Засекина. И воеводы сошлись с казанцами на Куси на речке, и казанские люди многие людей великого князя побили, и князя Петра да Меньшика Полева убили и многих детей боярских побили». Однако, «послышав великого князя больших воевод», казанцы после этого «прочь пошли». Ещё об одном набеге сообщает галицкий летописец: «Приходили татары и черемисы в осень».
Московское правительство, обеспокоенное размахом и увеличением набегов казанских татар, начало строить и восстанавливать города на восточных рубежах. Всего на «казанской украине» было выстроено или «прибавлено» десять крепостей (Пермь, Мещера, Буйгород, Любим, Темников, Устюг, Вологда, Владимир, Ярославль и Балахна). Однако и новые крепости не могли защитить «украину» от казанских набегов. Протяженность восточной границы Русского государства была огромной, сплошной линии обороны создать здесь не представлялось возможным. Отряды казанских татар обходили крепости и вторгались в русские земли. Весной 1539 года на границе Галицкого уезда был построен город Жиланский, но в сентябре того же года казанский князь Чура Нарыков с большим войском взял его штурмом и разрушил.

## Казанские набеги
В начале 1537 года казанский хан Сафа-Гирей предпринял большой поход на восточные русские земли. В январе стали «вести приходить, что собирается казанский царь Сафа-Гирей с многими людьми с казанцами и иными ордами, с крымцами и ногаями, а помышляет идти на костромские места и на галичские». Русское правительство отправило своих воевод во Владимир и Мещеру. Сафа-Гирей, «уведав, что на Кострому и в Галиче великого князя стоят многие люди, из леса пришёл безвестно января в 15 день под Муром и посады пожёг, и к городу приступать начал. И великого князя воеводы не дали ему приступать, из пушек и из пищалей из града били их много, и воеводы, выходя из града, также много побили». Все приступы казанского хана были отбиты, но татары опустошили все окрестности Мурома. Сафа-Гирей «около Мурома распустил облаву свою. А сам стоял в селе в Глядечем, за две версты от города, и стояв три дня, прочь пошёл, повоевав и полону поимав бесчисленно». Из-под Мурома Сафа-Гирей с казанским войском двинулся на Нижний Новгород, «сёла и деревни пожёг, от Мурома и до Новгород воевал». Под стенами Нижнего Новгорода Сафа-Гирей простоял три дня. «И у нижегородцев с татарами бой великий был от третьего часа до девятого, и татары верхний посад выжгли и погорело двести дворов». После битвы, во время которой «татар много побили, а иных поранили», «пошёл царь в Казань мимо Новгорода Нижнего со срамом великим».
Зимой 1537 года казанские татары возобновили свои набеги на восточные русские владения. «Пришли татары от Юрьевца на Балахну, на Городец, и много христианам зла учинили». Сам Нижний Новгород во время этого набега не пострадал. «Нижегородцы на Волге и на Оке лед скололи, и татары нижегородцам зла не учинили». Ещё одно нападение казанские татары совершили на костромские и галицкие места. «Той же зимой многие казанские люди приходили на костромские места и на галицкие, и волости и сёла многие воевали, а полон бесчисленное множество имали, и галицкие места пусты учинили».
В том же 1537 году русское правительство отправило на восточные границы большие военные силы. Воеводы с полками стояли во Владимире, Муроме, Нижнем Новгороде, Костроме, Галиче и Плёсе. В сентябре «князь великий Иван Васильевич и мать его великая княгиня Елена приговорили воевод на весну в судах послать к Казани, да и конной рати воевод». Однако «тот поход к Казани не был». Казанский хан Сафа-Гирей «прислал к великому князю своего человека Усеина о мире». Московское правительство, учитывая трудности организации большого похода на Казань, согласилось на мирные переговоры. Казанские послы приезжали в Москву в феврале, марте, мае, летом и в начале зимы 1538 года. Сафа-Гирей присылал грамоты, обещая «быть в мире с великим князем», но казанские набеги продолжались.
В 1538 году походы казанских татар на восточные русские владения усилились. По сообщению галицкого летописца, в 1538 году "приходила рать большая зимняя, а ходили до реки Комелы (в бассейне реки Сухоны). Псковский летописец отмечал, что «той зимой ходили татары по московским городам, в Костромщину, и в Муромщину, и в Галиче, и в Вологде, и монастыри честные многие пограбили и пожгли, и боярынь и дочерей боярских и житых людей и жен младых и отроков повели в свою землю».
Вологодско-пермская летопись сообщает: «Приходили казанские татары к Костроме, и около Вологды воевали бесчисленно, и монастырь Павлову пустынь половину сожгли, а до Вологды не доходили до города за шесть верст, и собрали полона бесчисленно».
Автор Соловецкого патерика писал: после смерти великого князя Василия III «много потресеся царство его», «безбожные татары казанцы, как змеи выползшие из тины, многие страны Российского царства зло уязвили: от Мурома даже и до самой Вятки, мимо Галича и Костромы, и, Вологда зло от них пострадала, по Сухоне даже до Устюга протекло их необузданное стремление, и неизбежное воинство черемисов с ними же ходило».
Московские воеводы оказались не в состоянии защитить «украину» от казанских набегов. Главные силы русской рати по-прежнему стояли на «крымской украине», через которую крымцы могли прорваться в центральные районы Русского государства.
Летописи дают суммарные описания последних казанских набегов: «Царь казанский, увидев за грехи наши нестроение на Москве, и воевали казанцы в те годы по украинам государя нашего никем не возбраняемы, и много христианства погубили и грады пустыми сотворили. А воевали казанцы города и пустыми сотворили: Новгород Нижний, Муром, Мещеру, Гороховец, Балахну, половину Владимира, Шую, Юрьев-Польский, Кострому, Заволжье, Галич совсем, Вологду, Тотьму, Устюг, Пермь, Вятку, многими походами в многие годы».
В 1540 году казанские набеги продолжались. Весной казанский князь Чура Нарыков с 8-тысячным войском, состоящим из татар, черемисов и чувашей, опустошил костромские места. Русские воеводы князья Андрей Иванович Холмский и Александр Борисович Горбатый «и иные многие воеводы со многими людьми московской земли и новгородской ходили на них из Владимира, и догнали на Солдоге, и не успели им ничего. И убит был тогда на той брана на Волге князь Борис Сисеев да Василий Фёдоров сын Кожин-Замытский». Той же весной воеводы «от казанской украины» были поставлены во Владимире, Муроме, Елатьме, Нижнем Новгороде, Костроме и Плёсе.
В конце 1540 года казанский хан Сафа-Гирей предпринял крупный поход на восточные русские земли. 18 декабря казанский хан с большим войском, куда, кроме казанцев, входили крымцы и ногайцы, подступил под Муром и стоял под городом два дня. Противник рассеялся по городским окрестностям, грабя, убивая и захватывая в плен местное население. Под стенами Мурома начались жестокие бои. «Дети боярские муромские, которые были в городе, и люди городские против татар из города выходили и с татарами бились, и под городом из пушек и из пищалей татар побивали». На помощь осажденному городу выступили воеводы из Владимира. Но раньше их прибыл из Касимова «царь Шигалей с своими татарами». Он напал на «ногайских людей в загонах», которые опустошали села и деревни в Мещере, и «касимовские татары многих загонщиков побили и полон русский отняли». Однако «иные загонщики много попленили народа христианского и сёл пожгли и церквей около города Мурома». Получив информацию о приближении воевод из Владимира, казанский хан Сафа-Гирей снял осаду Мурома и отступил с добычей и пленными. Московские воеводы не стали преследовать казанскую рать. Разорение Мурома и Мещеры дело не ограничилось. С ханом Сафа-Гиреем «было 30 000 человек», и он разорил не только муромские «места», но «и Стародуб-Реполов, и Пожарских князей отчину пусту учинили, и людей много в полон поймали, да и Владимирские волости воевали». Снова нападали казанские татары и на нижегородские «места».
Московское правительство сконцентрировало на «казанской украине» большие военные силы. И тем не менее помешать казанцам захватить добычу и пленных и беспрепятственно уйти восвояси не удалось. В декабре 1540 года во Владимире уже было сосредоточено 5 полков с 14 воеводами, а другие воеводы стояли в Мещере, Нижнем Новгороде, Костроме, Плёсе и Галиче. Только в феврале 1541 года «большие» воеводы были отозваны из Владимира и поволжских городов.
Между тем в Казани росло недовольство ханом Сафа-Гиреем и его крымским окружением из-за постоянных набегов на русские земли. Некоторые казанские князья, оттесненные пришлыми крымцами от власти, стали переходить на русскую службу. В Казани усилилась «промосковская партия». Недовольные казанские князья и мурзы стали отъезжать в Москву. Русское правительство, принимая беглецов, решило использовать благоприятную обстановку и стало готовить военный поход на Казань.
Весной 1541 года великий князь Иван IV Васильевич «казанского для дела отпустил боярина и воеводу своего Ивана Васильевича Шуйского и иных воевод, и многих людей дворовых и городовых 17 городов, и велел воевода стоять во Владимире». Однако запланированный казанский поход не состоялся из-за большого летнего вторжения крымского хана Сахиб Герая. В декабре 1541 года казанские татары совершили набег на Нижний Новгород «и убили под посадом нижегородских бояр 36 человек, а иных живых пленили, и отошли опять в Казань».
В 1542 году Русское государство и Казанское ханство вели дипломатические переговоры. В Москву приезжали крымские князья и мурзы, сторонники великого князя. В июне Сафа-Гирей прислал в Москву «своего человека с грамотой о мире». Однако «послов добрых людей» Сафа-Гирей не направлял в Москву, затягивая переговоры. Набеги казанцев продолжались: «казанские татары, пройдя через Вятку в числе 4000, сожгли на Дылкове две церкви и 73 двора. После того татары были разбиты вятчанами близ Котельнича. Это было седьмое разорение Устюга, после которого устюжане были освобождены на три года от платежа всех повинностей». Осенью 1542 года казанский хан Сафа-Гирей с большим войском совершил поход на восточные русские земли, разорив и попленив муромские «места». Мирные переговоры с Казанью были прерваны.
Летом 1543 года русские воеводы с полами снова стояли «на казанской украине»: во Владимире, Муроме, Нижнем Новгороде, Костроме, Плёсе, Галиче. Зимой 1544 года «большие воеводы» опять были во Владимире, Суздале, Шуе, Муроме, Елатьме, Костроме, Плёсе и Галиче.
Зимой 1544/1545 года казанский хан Сафа-Гирей организовал ещё один большой поход на русские земли. Казанские князья Амонак и Чура Нарыков с войском вторглись во владимирские «места» и «воевали Пожарских князей отчину и полону много имали». Из Владимира против татар выступило русское войско под командованием Ивана Семёновича Воронцова. Русские воеводы догнали татар, но не смогли нанести им серьёзных потерь. «А на той брани убит был Алексей Петров сын Головина, да в загонах убили Григория Карпова сына Свечина да Петрока Колупаева сына Приклонского». Из Мурома против казанцев двинулся воевода князь Александр Борисович Горбатый-Шуйский, который преследовал врага до Гороховца, но не смог его разбить. «А у Гороховца острога с казанскими людьми бились мужики гороховцы, да взяли у казанских людей голову их Атамака князя, а воеводу Фоку Воронцова с товарищи хотели гороховцы каменьем побить за то, что они с казанскими людьми не делали бою, а их упустили».
Известный московский воевода, князь Андрей Михайлович Курбский, в своей «Истории о великом князе Московском» писал: «Бесчисленными пленениями варварскими, ово от царя перекопского, ово от татар ногайских, сиречь заволжских, а наипаче и горше всех от царя казанского, сильного и можного мучителя христианского, ими же бесчисленное и неисповедимое пленение и кровопролитие учинял так, иже уже было все пусто и за восемнадцать миль до Московского места…».
Автор «Казанской истории» сообщал: «Многие города русские запустели от поганых. Рязанская земля и Северская крымским мечом погублены. Низовская же земля вся, Галич, и Устюг, и Вятка, и Пермь от казанцев запустели. И были тогда беды за многие годы от казанцев и черемисов больше, чем при Батые. Батый единожды Русскую землю прошёл, как молнии стрела. Казанцы же не так губили Русь, никогда из земли русской не выходили: когда с царём своим, когда с воеводами воевали Русь, и посекали, как сады, русских людей. И всем тогда беда и тоска великая в укране живущим от тех варваров, у всех русских людей из очей слёзы текут, как реки…, покидая род и племя отечества своего, бегут во глубину Руси. Многие грады русские разрушены, и травой и быльем заросли села и деревни, многие области опустели от варваров. И продавали русский плен в дальние страны, где вера наша неизвестна и выйти откуда невозможно…».
Советский историк М. Н. Тихомиров недаром писал, что «в первой половине XVI века восточные русские города и области живут в постоянном страхе».

## Поход 1545 года на Казань
Весной 1545 года русское правительство организовало военный поход на Казанское ханство. В поход под Казань выступили две судовые рати. Из Нижнего Новгорода отплыла первая речная флотилия, состоящая из трёх полков. Большим полком командовали князья Семён Иванович Пунков-Микулинский и Василия Иванович Осиповский-Стародубский. Передовым полком — воевода Иван Васильевич Шереметев (Большой), а сторожевым полком — князь Давыд Фёдорович Палецкий. Вторая флотилия двинулась из Вятки, во главе её находились воеводы князь Василий Семёнович Серебряный-Оболенский и вятский наместник князь Юрий Григорьевич Мещерский. В апреле две русские рати соединились под Казанью и занялись опустошением городских окрестностей. Несмотря на согласованность действий русских войск, большого успеха они не достигли, видимо, из-за отсутствия тяжелой артиллерии — воеводы были посланы в поход «легьхкым делом в струзех». Пермский отряд запоздал к соединению с русскими войсками и был уничтожен казанцами. Поход 1545 года на Казань носил характер военной демонстрации и усилил позиции «промосковской партии» и других противников казанского хана Сафа-Гирея.

## Изгнание Сафа-Гирея и временное воцарение Шах-Али
Отношения между ханом Сафа-Гиреем, окружившим себя пришлыми крымцами, и казанской знатью обострились. Сафа-Гирей «почал на князей дръжати», обвинил многих из них в пособничестве русским и начал казнить. Одной из первых жертв стала царевна Ковгар-Шад, погибли другие видные казанские князья и мурзы. Во главе оппозиции встали сеид Беюрган, князья Кадыш и Чура Нарыков.
В январе 1546 года в Казани произошло крупное антикрымское восстание. Сафа-Гирей был низложен и бежал из своей столицы в Ногайскую Орду. Многие крымцы были перебиты. Сам Сафа-Гирей укрылся в кочевьях своего тестя, ногайского бия Юсуфа. Временное казанское правительство во главе с сеидом Беюрганом, князьями Кадышем и Чурой Нарыковым пригласило на ханский престол московского ставленника и касимовского хана Шах-Али.
В июне 1546 года касимовский хан Шах-Али с четырёхтысячным войском прибыл под Казань. Казанцы приняли самого Шах-Али, но отказались впустить в город прибывший с ним 4-тысячный русский отряд. Вместе с ханом в Казань было допущено всего сто касимовских татар. 13 июня произошла церемония возведения Шах-Али на престол в присутствии русских послов. Однако положение Шах-Али и поддерживавших его князей было очень непрочным из-за непопулярности нового хана в среде простого народа. На казанском престоле Шах-Али смог продержаться всего месяц.
Сафа-Гирей бежал из Казани в Ногайскую Орду, где получил военную помощь от своего тестя и союзника Юсуф-бия. В июле 1546 года Сафа-Гирей с ногайским войском прибыл под Казань и вернул себе ханский престол. Шах-Али вынужден был бежать из Казани в русские владения.

## Первый поход Ивана Грозного на Казань
В начале 1547 года московское правительство организовало новый поход на Казанское ханство. Из Нижнего Новгорода на «казанские места» выступила русская рать под предводительством князей Александра Борисовича Горбатого-Шуйского и Семёна Ивановича Пункова-Микулинского, которые командовали большим полком. Во главе передового полка стояли князья Пётр Иванович Шуйский и Юрий Иванович Деев, в полку правой руки — князья Иван Васильевич Пенков и Дмитрий Иванович Немой Оболенский, в полку левой руки — Яков Иванович Сабуров и князь Иван Фёдорович Сухой Мезецкий, в сторожевом полку — князья Василий Фёдорович Лопатин-Оболенский и Андрей Васильевич Нагаев-Ромодановский.
Русские полки выступили в поход в ответ на обращение о помощи черемисского сотника Атачика (по летописной версии Тугая) «с товарищи», заявивших о желании «великому князю служити». Сам царь в походе не участвовал из-за состоявщейся 3 февраля свадьбы с Анастасией Юрьевной Захарьиной-Юрьевой. Русская рать дошла до устья реки Свияга «и казаньских мест многие повоевали», но затем вернулась в Нижний Новгород.
Следующий поход на Казань решил возглавить сам молодой царь Иван Васильевич Грозный. О принятом решении сообщалось необычайно торжественно: «Тоя же осени умыслил царь и великий князь Иван Васильевич всея Руси с митрополитом и з братьею и з боляры идти на своего недруга на казаньского царя Сафа-Кирея и на клятвопреступьников казанцов за их клятвопреступление».
В ноябре 1547 года из Москвы во Владимир были направлены русские войска под предводительством боярина князя Дмитрия Фёдоровича Бельского, а 11 декабря туда же отбыл сам царь Иван Васильевич. Во Владимире было сосредоточены «для казанского дела» в основном сухопутные полки и «наряд» — московская артиллерия. Русской армии предстояло выступить на Нижний Новгород, а затем на Казань. На Мещере готовилась к наступлению вторая русская армия под командованием касимовского хана Шах-Али и князя Фёдора Андреевича Прозоровского. В её состав входили конные полки, которые должны были идти через степь к назначенному на устье реки Цивили месту встречи двух ратей. Однако из-за небывало тёплой зимы 1547/1548 года выступление войск в поход затягивалось. Артиллерия была доставлена во Владимир только после 6 января «с великою нуждею, понеже быша дожди многие, а снегов не беша ни мало». Только в конце января 1548 года главные силы русской армии достигли Нижнего Новгорода, и только 2 февраля армия вниз по Волге направилась к казанской границе.
Однако уже через два дня из-за нового потепления русским войскам пришлось остановиться на острове Роботка. Во время перехода многие ратники «в проушинах потонуша», тяжёлые пушки также проваливались под лед. Потеря большей части осадной артиллерии, утонувшей в Волге в самом начале похода, не сулила больших успехов задуманному предприятию. Царь вынужден был вернуться в Нижний Новгород, а затем в Москву. Русская армия, оставшаяся на Роботке, двинулась дальше и, соединившись 18 февраля на реке Цивили с полками касимовского хана Шах-Али, достигла Казани. Во главе большого полка находились воеводы князья Дмитрий Фёдорович Бельский и Дмитрий Фёдорович Палецкий, в передовом полку — князья Семён Иванович Пунков-Микулинский и Давыд Фёдорович Палецкий, в полку правой руки — князья Александр Борисович Горбатый-Шуйский и Василий Семёнович Серебряный-Оболенский, в полку левой руки — князья Иван Васильевич Шемяка Пронский и Василий Семёнович Мезецкий, в сторожевом полку — князья Пётр Иванович Шуйский и Семён Иванович Гундоров.
В битве на Арском поле передовой полк под командованием князя С. И. Пункова-Микулинского разгромил казанское войско Сафа-Гирея и вынудил противника отступить в город. Однако отсутствие осадного «наряда» вынудило московских воевод вернуться назад, простоявших под ханской столицей семь дней.
В ответ на русский поход произошло нападение большого казанского отряда Арака на галицкие места. Костромской наместник Захарий Петрович Яковлев, получив своевременное донесение о казанском набеге, настиг и разбил отягощённого полоном и добычей противника на Гусевом поле, на реке Езовке.

## Второй поход Ивана Грозного на Казань
В конце марта 1549 года казанский хан Сафа-Гирей внезапно скончался. 25 марта в Москве было получено известие о кончине Сафа-Гирея, «убившегося в своих хоромах»: хан случайно ударился головой об умывальный теремец. После внезапной смерти Сафа-Гирей в Казани возник вопрос о престолонаследии. У Сафа-Гирея от разных жен осталось несколько сыновей, из которых трое было взрослых и один младенец — дочь Сююмбике. Царевичи Булюк и Мубарек Гераи, проживали в Крыму при дворе хана Сахиб Герая. Ещё один — сын русской пленницы — не имел прав на ханский престол, а младший — Утямыш-Гирей, родился в 1546 году.
Казанские вельможи неоднократно отправили посольства к крымскому хану Сахиб Гераю, прося его дать им на престол царевича Булюк Герая, старшего из сыновей умершего Сафа-Гирея. Сахиб Герай отказался отпускать Булюка в Казань и заключил его в тюрьму вместе с младшим братом Мубареком. В результате новым казанским ханом был провозглашён двухлетний Утямыш-Гирей, а его мать Сююмбике стала регентшей и фактической правительницей ханства. Казанское правительство при новом хане возглавил Кущак-оглан, начальник крымского гарнизона.
В июне 1549 года в поход на «казанские места» выступило небольшое русское войско под командованием воевод Бориса Ивановича и Льва Андреевича Салтыковых. Поход носил разведывательный и отчасти диверсионный характер.
Зимой 1549/1550 года царь Иван Васильевич Грозный организовал и возглавил второй большой поход русской армии на Казанское ханство. Зимний поход готовился более основательно. Русские полки были собраны во Владимире, Суздале, Шуе и Муроме, Костроме, Ярославле, Ростове и Юрьеве-Польском. Большой полк под предводительством князей Дмитрия Фёдоровича Бельского и Владимира Ивановича Воротынского стоял во Владимире, передовой полк во главе с князьями Петром Ивановичем Шуйским (в Шуе) и Василием Фёдоровичем Лопатиным-Оболенским (в Муроме), полк правой руки князей Александра Борисовича Горбатого-Шуйского и Василия Семёновича Серебряного — в Костроме, полк левой руки под командованием воевод князя Михаила Ивановича Воротынского и Бориса Ивановича Салтыкова стоял в Ярославле, а сторожевой полк под предводительством князей Юрия Михайловича Булгакова (в Юрьеве-Польском) и Юрия Ивановича Кашина-Оболенского (в Ростове). Ертоульный полк во главе с князем Дмитрием Ивановичем Микулинским и Иваном Фёдоровичем Карповым также стоял во Владимире.
20 декабря 1549 года из Владимира в Нижний Новгород с осадной артиллерией отправились воеводы Василий Михайлович Захарьин-Юрьев и Фёдор Михайлович Нагой. В поход войско провожал специально прибывший во Владимир митрополит Макарий. Получив благословение митрополита, царь Иван Грозный во главе собранных полков выступил «на своё дело и на земское» к Нижнему Новгороду, откуда 23 января 1550 года русское войско вниз по Волге направилось в татарские владения.
12 февраля русская армия пришла под Казань и начала готовиться к осаде хорошо укрепленной крепости. Однако погодные условия вновь оказались не на русской стороне. По свидетельству летописцев, наступило «в то время аерное нестроение, ветры силние, и дожди великие, и мокрота немерная; и из пушек и ис пищалей стреляти не мощно, и к городу приступати не възможно за мокротою». Царь простоял под Казанью одиннадцать дней, «а дожди по вся дни быша и теплота и мокрота великие; речкы малые попортило, а иные многие прошли, а приступати к городу за мокротою не угодно». 25 февраля 1550 года Иван Грозный, «увидев такое нестроение» отступил от Казани в русские пределы.

## Русско-казанские отношения (1550—1552)
Основная причина, по которой Казанское ханство всё ещё существовало после походов 1547—1550 годов, скрывалась в невозможности наладить правильное снабжение русских войск, вынужденных действовать на вражеской территории, вдали от своих городов. С целью исправления положения было решено в будущем 1551 году в устье реки Свияги, на Крутой горе, «промеж Щучья озера и Свияги-реки» построить новую крепость. Превратив её в крупную базу, русские войска могли контролировать все правобережье («Горную сторону») Волги и ближайшие подступы к Казани.
Весной 1551 года по царскому приказу воевода князь Пётр Семёнович Серебряный-Оболенский с русским войском совершил поход «изгоном на казанской посад». Одновременно с этим вятская рать Бахтеара Зюзина и волжские казаки должны были занять все перевозы по основным рекам ханства: Волге, Каме и Вятке. На помощь Б. Зюзину из Мещеры прибыл отряд пеших казаков (2500 чел.) во главе с атаманами Севергой и Елкой.
Рать князя П. С. Серебряного 16 мая 1551 года выступила из Нижнего Новгорода в поход на Казань. Уже 18 мая русские полки стояли под стенами ханской столицы. Нападение русского войска оказалось для татар полной неожиданностью. Воинам князя Серебряного удалось ворваться в посад и, пользуясь внезапностью своей атаки, нанести противнику ощутимый удар. Но казанцы перехватили инициативу и вытеснили русских воинов к своим кораблям. Отступив от Казани, войско князя Петра Серебряного стало лагерем на реке Свияге, дожидаясь прибытия туда армии касимовского хана Шах-Али и доставки основных конструкций будущей крепости. В конце мая 1551 года огромный речной караван с древесиной для строительства прибыл к Крутой горе. 24 мая началось строительство крепости, которое длилось четыре недели. Новая крепость, нареченная «во царское имя» Ивангородом Свияжским (Свияжском), и стала русским форпостом в Казанском крае.
В апреле 1551 года из Рязани «на Поле» было отправлено другое русское войско под командованием воевод Михаила Ивановича Вороного и Григория Ивановича Филиппипова-Наумова, которое перекрыло сухопутное сообщение Казани с Крымским ханством.
Вскоре в самой Казани назрело недовольство правительством, состоящим из крымских князей во главе с уланом Кощаком, главным советником ханши Сююмбике. «И крымцы видев то, что им от казанцов быти отданными государю, събрався все да пограбя, что възможно, побежали ис Казани». Однако уйти этому отряду, насчитывающему «триста человек уланов и князей и азеев и мурз и казаков добрых», не удалось. На всех перевозах стояли крепкие русские заставы, обойти которые было невозможно. Кощак-оглан с крымцами двинулся к реке Вятке, изготовил «тары» и стал переправляться через реку. В этот момент их атаковали вятчане Бахтеара Зюзина, усиленные казаками. Большую часть крымцев перебили, а 46 человек во главе с уланом Кощаном взяли в плен. Схваченных татар привезли в Москву, где «государь их за их жестокосердие казнить велел смертию».
Новое казанское правительство, которое возглавили оглан Худай-Кул и князь Нур-Али Ширин, вынуждено было пойти на переговоры с московским правительством. Казанцы согласились принять к себе на ханский престол угодного Москве «царя Шигалея» (Шах-Али). 11 апреля 1551 года казанские послы согласились выдать русской стороне хана Утемыша и «царицу» Сююмбике, признать присоединение к России горной (западной) стороны Волги, запретить христианское рабство и принять ханом Шах-Али. 11 августа 1551 года князь Пётр Семёнович Серебряный-Оболенский встретил царицу Сююмбике, её сына и их свиту на берегу Волги, приветствовал её от имени царя и сопроводил в Москву.
14 августа 1551 года на поле в устье реки Казанки (в окрестностях Казани) состоялся курултай, на котором татарская знать и духовенство подтвердили заключенный в Москве договор. 16 августа Шах-Али торжественно вступил в Казань и занял ханский престол. Правление нового казанского хана продолжалось недолго. Шах-Али ввел в Казань 300 касимовских татар «князей и мырз и казаков» и 200 русских стрельцов. Новый казанский хан вынужден был выполнить ряд требований московского царя, в том числе выдать русских пленных, чем окончательно подорвал авторитет казанского правительства. Шах-Али просил русское правительство о возвращении под власть Казани «Горной» половины ханства, которая принесла присягу на верность России, но получил отказ. Хан попытался силой подавить оппозицию, но начатые им репрессии только усугубили ситуацию. Вскоре московское правительство стало склоняться у удалению Шах-Али и замене его русским наместником. 6 марта 1552 года казанский хан Шах-Али под предлогом рыбной ловли бежал из Казани в Свияжск, захватив с собой в качестве заложников многих представителей знати (всего 84 человека). Вскоре под Казань с русским войском прибыл свияжский воевода князь Семён Иванович Пунков-Микулинский, назначенный наместником ханства. 7 марта казанцы принесли присягу на верность русскому царю.
9 марта 1552 года казанцы, подстрекаемые князьями Исламом, Кебеком и Аликеем Нарыковым, подняли восстание. В ходе переворота к власти пришла партия сторонников возобновления войны с Россией во главе с князем Чапкыном Отучевым. Многие приверженцы Москвы были арестованы. Чапкын Отучев отказался открыть городские ворота перед московским наместником князем С. И. Пунковым-Микулинским, который вернулся в Свияжск. Казанцы отправили посольство к астраханскому царевичу Ядыгар-Мухаммеду, предлагая ему занять ханский престол. Ядыгар-Мухаммед прибыл из Ногайской Орды в Казань и начал военные действия против русских отрядов, стараясь вытеснить их из Горной половины ханства. Московское правительство не могло смириться к крахом планов в отношении Казани и приступило к подготовке очередного похода на татар. Русские отряды и заставы возобновили блокаду казанских речных путей.
Ранней весной 1552 года началась подготовка к новому походу на Казань. В конце марта-апреле из Нижнего Новгорода в Свияжск были отправлены осадная артиллерия, боевые припасы и продовольствие. В апреле-мае для участия в новом казанском походе в Москве и других городах собрали 150-тысячное войско. К маю 1552 года русские полки были сосредоточены в Муроме (ертоульный полк), Кашире (полк правой руки), Коломне (большой полк, полк левой руки и передовой полк). Часть собранных в Кашире, Коломне и её окрестностях русских полков, выдвинувшись к Туле, отразили нападение на русские «украины» крымской орды хана Девлет Герая, пытавшегося сорвать завоевательные замыслы московского командования. Крымский хан только на четыре дня смог отсрочить наступление русской армии на Казань.
3 июля 1552 года царь Иван Васильевич Грозный начал третий поход на Казанское ханство. Русская армия двинулась двумя колоннами. Сторожевой полк, левой руки полк и государев полк во главе с царем шли через Владимир, Муром и реку Суру, к устью реки Алатырь, где тогда же был заложен одноимённый город. Большой полк, правой руки полк и передовой полк, которыми командовал боярин князь Михаил Иванович Воротынский, двигались к Алатырю через Рязань и Мещеру. 13 августа объединённое русское войско вступило в Свияжск, а 16 августа начало переправу через Волгу, занявшую три дня. 23 августа огромная русская армия подошла к столице Казанского ханства. Началась осада Казани.
Во время осады Казани большим полком командовали боярин князь Иван Фёдорович Мстиславский и «слуга» князь Михаил Иванович Воротынский, во главе передового полка стояли боярин князь Иван Иванович Пронский и князь Дмитрий Иванович Хилков, полком правой руки — боярин князь Пётр Михайлович Щенятев и князь Андрей Михайлович Курбский, полком левой руки — князь Дмитрий Иванович Микулинский и Дмитрий Михайлович Плещеев, сторожевым полком — боярин князь Василий Семёнович Серебряной-Оболенский и Семён Васильевич Шереметев, ертоульным полком — князья Юрий Иванович Шемякин Пронский и Фёдор Иванович Троекуров.